# لوبي وونغ لن ترقص
لوبي وونغ لن ترقص نُشرت أيضًا باسم لوبي وونغ نو بايلا، هي رواية رياضية للصف المتوسط كتبتها دونا باربا هيغيرا ورسمها ماسون لندن، وترجمتها إلى الإسبانية ليبيا بريندا ونشرتها ليفين كويريدو في 8 سبتمبر 2020. الرواية من اختيار نقابة المكتبات الصغيرة،  كما حصلت الرواية على جائزة بورا بيلبري   وفائزت بجائزة بنبا للكتاب. 

## الحبكة
غوادالوبي "لوبي" وونغ هي طالبة نصف صينية ونصف مكسيكية في الصف السابع في مدرسة إساكوه المتوسطة وتحلم بأن تصبح أول رامية في دوري البيسبول الرئيسي. سنحت لها الفرصة لمقابلة فو لي هيرنانديز، "أول رامية آسيوية/لاتينية في البطولات الكبرى،"  إذا حصلت على درجات A مباشرة في فصولها. كل شيء يسير على ما يرام حتى تعلم أنه سيتعين عليها الرقص في صالة الألعاب الرياضية للحصول على درجة A.

## الاستقبال
لوبي وونغ لن ترقص هي رواية نقابة المكتبات الصغيرة.  لقد تلقت الرواية العديد من التقييمات الإيجابية، بما في ذلك التقييمات المميزة بنجمة من بوكليست  ومجلة بابليشرز ويكلي . 
أشادت مراجعات كيركس بتنوع الرواية من حيث اهتمامات الشخصية والأعراق وكيف تمكن هيغيرا من تجنب مخاطر "حصص التنوع". 
وصفت سيلينيا باز التي تكتب لبوكليست لوبي وونغ لن ترقص "[أ] قصة مضحكة للغاية عن العائلة والصداقة والجمال في أن تكون صادقًا مع نفسك." 
| سنة  | جائزة / شرف                                | نتيجة   | المرجع.       |
| ---- | ------------------------------------------ | ------- | ------------- |
| 2020 | كتب الأطفال البارزة ألسك                   | اختيار  | [ 11 ] [ 12 ] |
| 2020 | اختيار محرري قائمة الكتب: كتب للشباب       | اختيار  | [ 13 ]        |
| 2021 | بوكليست أفضل ظهور لأول مرة في الصف المتوسط | أعلى 10 | [ 14 ]        |
| 2021 | بوكليست أفضل الكتب الرياضية للشباب         | أعلى 10 | [ 15 ]        |
| 2021 | جائزة كتاب بنبا                            | الفائز  | [ 16 ]        |
| 2021 | جائزة بورا بيلبري للمؤلف                   | شرف     | [ 17 ] [ 18 ] |
| 2021 | جائزة سيد فليشمان للفكاهة                  | الفائز  | [ 19 ]        |